# 177148 Patzold
177148 Patzold este o planetă minoră (asteroid) din centura de asteroizi. A fost descoperită pe 24 august 2003 la Observatorio de Cerro Tololo⁠(d) de Marc Buie⁠(d). 
Obiectul prezintă o orbită caracterizată de o semiaxă mare de 2,2561802415052 UAi, o excentricitate de 0,1519201755489, o înclinație de 4,2008034152175 ° în raport cu ecliptica.